# Liste bekannter Katzen
Die Liste bekannter Katzen behandelt diejenigen Katzen, die mit Menschen in Gemeinschaft leben/lebten und durch Besonder- und Eigenheiten Bekanntheit erlangten.

## Legende
| Name        | Name der beschriebenen Katze.                                                     |
| Rasse       | Rasse der beschriebenen Katze. Wenn die Spalte leer ist, ist die Rasse unbekannt. |
| Lebenszeit  | Die Lebenszeit der beschriebenen Katze, oder die Geburts- und Sterbedaten.        |
| Bemerkungen | Grund, weshalb die beschriebene Katze bekannt wurde.                              |
| Bild        | Ein Bild der beschriebenen Katze, sofern vorhanden.                               |
| Quellen     | Quellen der angegebenen Daten.                                                    |

## Liste
| Name                      | Rasse                                | Lebenszeit                                    | Bemerkungen | Bild                         | Quellen              |
| ------------------------- | ------------------------------------ | --------------------------------------------- | --- | ---------------------------- | -------------------- |
| Barivel                   | Maine-Coon-Katze                     | 2010er Jahre                                  | Aktueller Weltrekordhalter längste domestizierte Katze |                              | [ 1 ]                |
| Beerbohm                  | Hauskatze                            | * 1974 oder 1975; † 21. März 1995             | Katze im Londoner Gielgud Theatre |                              |                      |
| Big Floppa                | Karakal                              | * 21. Dezember 2017                           | Bekanntes Katzenmeme. Gosha ist der echte Name des Karakals, während Floppa ein Name ist, welcher besonders in englischsprachigen Kreisen verwendet wird.                             | Der Karakal Floppa aka Gosha |                      |
| Bob                       | Hauskatze                            | * 2006; † 15. Juni 2020                       | Straßenmusiker James Bowen fand Bob in London und nahm ihn bei sich auf. Er veröffentlichte mehrere Bücher über das Zusammenleben mit dem Kater.                                      |                              | [ 3 ]                |
| Brahms                    | Hauskatze                            | 20. Jhd.                                      | Hauskatze von Françoise Sagan |                              | [ 4 ]                |
| Buurtpoes Bledder         | Hauskatze                            | * ca. 2011; † 7. August 2013                  | Seinerzeit regional sehr bekannter Kater in Leiden |                              | [ 5 ]                |
| Campus Cat                | Hauskatze                            | * 2007; † 14. September 2023                  | Campuskatze der Universität Augsburg |                              | [ 6 ]                |
| Casper                    | Hauskatze                            | * 1997; † 14. Januar 2010                     | Er erhielt durch Busfahrten weltweite Aufmerksamkeit. |                              | [ 7 ]                |
| Cat Mandu                 | Hauskatze                            | * 1995; † 2002                                | Gewählte Parteivorsitzende der Official Monster Raving Loony Party. |                              |                      |
| CC                        | Hauskatze                            | * 22. Dezember 2001; † 3. März 2020           | Erstes geklontes Haustier. |                              | [ 8 ]                |
| Chibi                     | Hauskatze                            | * 12. Mai 2000                                | Assistent der Bahnhofsvorsteherin Tama. |                              | [ 9 ]                |
| Chico                     | Hauskatze                            | 1996–2012                                     | Nachbarskatze von Benedikt XVI. und Hauptdarsteller eines Kinderbuchs |                              |                      |
| Chico                     | Gepard                               | 20. Jahrhundert                               | Mit dem Geparden Chico nahm die Karriere der Illusionisten Siegfried und Roy auf dem Schiff Bremen ihren Anfang                                                                       |                              |                      |
| Choupette                 | Birma-Katze                          | * 19. August 2011                             | Hauskatze von Karl Lagerfeld |                              |                      |
| Colonel Meow              | Mix aus Perser- und Colourpoint      | * 2011; † 29. Januar 2014                     | Zu Lebzeiten Katze mit dem längsten Fell mit Eintrag im Guinness-Buch der Rekorde und Internetphänomen.                                                                               |                              |                      |
| Creme Puff                | Hauskatze                            | * 3. August 1967; † 6. August 2005            | älteste bekannte Katze laut Guinness-Buch der Rekorde |                              |                      |
| Crimean Tom               | Hauskatze                            | * ca. 1847; † 31. Dezember 1856               | Half der britischen Armee während des Krimkriegs. |                              |                      |
| Dewey Readmore Books      | Hauskatze                            | * November 1987; † 29. November 2006          | Bibliothekskater in Spencer. |                              | [ 10 ]               |
| Diva                      | Maine-Coon-Katze                     | * 2013                                        | Hauskatze von Reem Kherici. Diva tritt als Mitautorin von Büchern und in Filmen auf.                                                                                                  |                              | [ 11 ] [ 12 ]        |
| Dusty the Klepto Kitty    | Snowshoe                             | * 20. März 2006                               | Ging in San Mateo auf spektakuläre Raubzüge und wurde dadurch bekannt. |                              | [ 13 ]               |
| F. D. C. Willard          | Siamkatze                            | 20. Jahrhundert                               | Eigentlich Chester; veröffentlichte mehrere Facharbeiten über Tieftemperaturphysik.                                                                                                   |                              | [ 14 ] [ 15 ]        |
| Félicette                 | Hauskatze                            | 20. Jahrhundert                               | Erste und einzige überlebende Katze eines Weltraumflugs |                              |                      |
| Foss                      | Hauskatze                            | * ca. 1873; † 1887                            | Hauskatze von Edward Lear |                              |                      |
| Frank and Louie           | Ragdoll, Januskatze                  | * September 1999; † 4. Dezember 2014          | ehemals am längsten lebende Januskatze gemäß Guinness-Buch der Rekorde |                              | [ 16 ]               |
| Fred the Undercover Kitty | Hauskatze                            | * Mai 2005; † 10. August 2006                 | Fred war als „Undercover Agent“ für das New York City Police Department tätig und half in der Ermittlung gegen einen Mann, der sich als Tierarzt ausgab.                              |                              | [ 17 ]               |
| Freya                     | Hauskatze                            | * April 2009; † 4. August 2022                | 2012–2014 Chief Mouser to the Cabinet Office. | Freya, 2012                  | [ 18 ]               |
| Gladstone                 | Hauskatze                            | ca. November 2014                             | Seit 2016 Chief Mouser of HM Treasury |                              | [ 19 ]               |
| Gli                       | Europ. Kurzhaar                      | * ~ 2004 – 7. November 2020                   | Haustier der Hagia Sophia |                              | [ 20 ] [ 21 ]        |
| Grumpy Cat                | Mix aus Snowshoe, Ragdoll und Perser | * 4. April 2012; † 14.05.2019                 | Internetphänomen, eigentlich Tardar Sauce, wurde durch ihren mürrischen Gesichtsausdruck populär.                                                                                     |                              | [ 22 ]               |
| Hank the Cat              | Maine-Coon-Katze                     | * August 2001; † 13. Februar 2014             | kandidierte in Virginia bei den Wahlen zum Senat der Vereinigten Staaten 2012 und erreichte Platz 3.                                                                                  |                              | [ 23 ]               |
| Hodge                     |                                      | 18. Jahrhundert                               | Kater von Samuel Johnson, der durch eine Passage in dessen Biografie öffentliche Aufmerksamkeit erlangte. 1997 erhielt er ein eigenes Denkmal vor Johnsons einstigen Wohnsitz.        |                              | [ 24 ]               |
| Humphrey                  | Hauskatze                            | * 1988; † 15. März 2006                       | Zwischen 1989 und 1997 Chief Mouser to the Cabinet Office. |                              | [ 25 ]               |
| India                     | American Shorthair                   | * 13. Juli 1990; † 4. Januar 2009             | Katze von US-Präsident George W. Bush und seiner Ehefrau Laura Bush. |                              | [ 26 ]               |
| Jessie                    | Hauskatze                            |                                               | Lief nach einem Umzug 3000 km durch Australien zu ihrem alten Zuhause. |                              | [ 27 ]               |
| Jock                      | Hauskatze                            | 20. Jahrhundert                               | Katze Winston Churchills. |                              | [ 28 ]               |
| „Katze von Varna“         | Hauskatze                            | 21. Jahrhundert                               | Streuner aus dem bulgarischen Warna, die sich selbst grün färbte, indem sie mehrmals in blauer Farbe schlief.                                                                         |                              | [ 29 ] [ 30 ]        |
| Ketzel                    | Hauskatze                            | * 1993; † 13. Juli 2011                       | Gewann einen Pariser Musikpreis für eine 35-sekündige Komposition. |                              |                      |
| Larry                     | Hauskatze                            | * Januar 2007                                 | Aktueller Chief Mouser to the Cabinet Office. Wurde 2012 entlassen und später gemeinsam mit Freya wieder eingesetzt.                                                                  |                              | [ 31 ] [ 32 ]        |
| Lewis                     | Angorakatze                          | * 2000 oder 2001                              | Aggressive Katze, die von einem US-amerikanischen Gericht unter Hausarrest gestellt wurde                                                                                             |                              |                      |
| Lil Bub                   | Hauskatze                            | * Juni 2011; † 1. Dezember 2019               | Wurde aufgrund ihres Aussehens bekannt, das sie mehreren Krankheiten zu verdanken hat.                                                                                                |                              |                      |
| Linus                     | Hauskatze                            | ?                                             | Bibliothekskatze der Herzog August Bibliothek in Wolfenbüttel |                              | [ 33 ] [ 34 ]        |
| Little Nicky              | Maine-Coon-Katze                     | * 17. Oktober 2004                            | Erstes kommerziell vermarktetes geklontes Haustier. |                              |                      |
| Lukrez                    | Hauskatze                            | * 1970er Jahre                                | Kater von Jacques Derrida |                              | [ 35 ]               |
| Maru                      | Schottische Faltohrkatze             | * 24. Mai 2007                                | Katze mit den meisten YouTube-Aufrufen. |                              |                      |
| Merlin                    | Hauskatze                            | * 2002 oder 2003                              | Katze mit dem lautesten Schnurren laut Guinness-Buch der Rekorde |                              |                      |
| Mīko                      | Hauskatze                            | * 3. Oktober 1998; † 20. Juli 2009            | Mutter und Assistentin von Tama. |                              | [ 9 ]                |
| Mimir                     | Leopardin                            | * ca. 1910; † 1914                            | Tierdarstellerin in Belgien (1911 bis 1913) |                              | [ 36 ]               |
| Morris the Cat            | Hauskatze                            | * 1959; † Juli 1978                           | Werbefigur der Katzenfutterfirma 9Lives, Tierdarsteller u. a. in Der Tod kennt keine Wiederkehr (1973)                                                                                |                              |                      |
| Mrs. Chippy               | Hauskatze                            | † 30. Oktober 1915                            | Katze auf Sir Ernest Shackletons Endurance-Expedition. |                              | [ 37 ]               |
| Muezza                    |                                      | 7. Jahrhundert                                | Katze von Prophet Mohammed. |                              | [ 38 ]               |
| Munich Mouser             |                                      | 20. Jahrhundert                               | Chief Mouser to the Cabinet Office in den späten 1930ern und 1940ern. |                              |                      |
| Muschi                    |                                      |                                               | Katze Muschi lebte mit Kragenbärin Mäuschen im Berliner Zoo. |                              | [ 39 ]               |
| Muzie                     | Hauskatze                            | 1925–1939                                     | Eine von Hanno Hahns Katzen in Berlin-Dahlem, über die er 1939 eine Erzählung ‚nach einer wahren Begebenheit‘ im Fachorgan „Unsere Katze“ veröffentlichte                             |                              | [ 40 ]               |
| Nansen                    | Hauskatze                            | † 22. Juni 1898                               | Katze auf der Belgica-Expedition. |                              | [ 41 ] [ 42 ]        |
| Nelson                    |                                      | 20. Jahrhundert                               | In den 1940ern unter Winston Churchill Chief Mouser to the Cabinet Office. |                              |                      |
| Nitama                    | Hauskatze                            | * vor 2012                                    | Seit 2012 Lehrling von Tama. |                              | [ 43 ]               |
| Nora                      | Hauskatze                            | * 10. September 2004; † 5. Februar 2024       | Klavier spielende Katze. Die Aufzeichnungen ihrer Improvisationen wurden 2009 vom lettischen Komponisten Mindaugas Piecaitis in ein Livekonzert eingebunden.                          |                              | [ 44 ]               |
| Orangey                   | Hauskatze                            |                                               | tierischer Darsteller, bekannt aus Frühstück bei Tiffany |                              |                      |
| Oscar                     | Hauskatze                            | 20. Jahrhundert                               | Bordkatze auf der Bismarck. Überlebte die Untergänge dreier Schiffe. |                              | [ 45 ]               |
| Oscar                     | Hauskatze                            | * 2006                                        | Katze, die den Tod von Menschen vorhersagen kann |                              |                      |
| Oscar                     | Hauskatze                            | * 2007                                        | erste Katze mit bionischen Prothesen |                              |                      |
| Pepper the Cat            | Hauskatze                            | * 1912; † nach 1928                           | tierischer Darsteller in verschiedenen Stummfilmen |                              | [ 46 ]               |
| Palmerston                | Hauskatze                            | * 2014                                        | ehemaliger Chief Mouser to the Foreign, Commonwealth and Development Office |                              |                      |
| Peta                      |                                      | * vor 1964; † 1978                            | Chief Mouser to the Cabinet Office. Sollte entlassen werden, blieb aber aus Angst vor Gegenreaktionen im Amt.                                                                         |                              | [ 47 ]               |
| Peter                     |                                      | * vor 1929; † nach 1946                       | Erster offizieller Chief Mouser to the Cabinet Office. |                              | [ 47 ]               |
| Peter II                  |                                      | † 1946                                        | Wurde 1946 Chief Mouser und noch im selben Jahr auf der Whitehall überfahren. |                              | [ 47 ]               |
| Peter III                 |                                      | * vor 1946; † 1964                            | Ein Chief Mouser. Nachdem er 1958 durch einen Auftritt in der Tonight Show von BBC ein Medienstar wurde, starb er 1964 an einer Fettleber.                                            |                              | [ 47 ]               |
| Peter the Cat             | Hauskatze                            | * 1950; † 5. November 1964                    | Hauskatze im Lord’s Cricket Ground |                              |                      |
| Pumpkin                   | Perserkatze                          | * 2001                                        | Spielte zusammen mit Crackerjack Hermines Katze Crookshanks in den Harry-Potter-Filmen.                                                                                               |                              |                      |
| Room 8                    | Hauskatze, Domestic Shorthair        | * 1947; † 13. August 1968                     | Schulkatze der Elysian Heights Elementary School in Los Angeles |                              |                      |
| Sammy                     | Hauskatze                            | * 8. April 2001; † 21. März 2013              | Unikater der Universität Konstanz |                              |                      |
| Scarlett’s Magic          | Savannah-Katze                       | * 6. März 2008                                | Vormals größte domestizierte Katze der Welt nach dem Guinness-Buch der Rekorde. |                              |                      |
| Simon                     | Hauskatze                            | * vermutlich 1947; † 28. November 1949        | Schiffskatze der Amethyst. Wurde als einzige Katze mit der Dickin Medal ausgezeichnet, nachdem er schwer verletzt wurde, sich erholte und anschließend eine Rattenplage mitbekämpfte. |                              | [ 48 ]               |
| Socks                     | Hauskatze                            | * Ende 1990 / Anfang 1991; † 20. Februar 2009 | Hauskatze von Bill Clinton. Wurde bekannt als „First Cat“. Nach einer Krebserkrankung wurde er 2009 eingeschläfert.                                                                   |                              | [ 49 ] [ 50 ]        |
| Stepan                    | Hauskatze                            | * 2008                                        | Hauskatze aus Charkiw, Internetphänomen, nach dem Angriffskrieg auf die Ukraine nach Frankreich gelangt und als „World Influencer“ ausgezeichnet                                      |                              | [ 51 ] [ 52 ] [ 53 ] |
| Stümpfi                   | Hauskatze                            | * 2. Hälfte 20. Jhd.                          | Hauskatze von Renate Holm. |                              | [ 54 ]               |
| Sybil                     | Hauskatze                            | * 2006; † 27. Juli 2009                       | Chief Mouser unter Gordon Brown, der ihn Gerüchten zufolge nicht mochte. Sie wurde nach einer Figur aus Fawlty Towers benannt und starb im Alter von nur 3 Jahren.                    |                              | [ 55 ]               |
| Tama                      | Hauskatze                            | * 29. April 1999; † 22. Juni 2015             | Lebte am Bahnhof Kishi und wurde dort Bahnhofsvorsteherin und später stellvertretende Präsidentin der Bahngesellschaft.                                                               |                              | [ 9 ] [ 56 ]         |
| Toulouse                  | Hauskatze                            | * 1999; † 30. Juni 2017                       | Kater in Olten, der sich selbständig in der Altstadt bewegte; Protagonist des Erzählbandes „Der König von Olten“ von Alex Capus                                                       |                              | [ 57 ] [ 58 ]        |
| Towser                    | Hauskatze                            | * 21. April 1963; † 30. März 1987             | Katze der Whiskydestillerie Glenturret und laut dem Guinness-Buch der Rekorde die fleißigste Katze der Welt. Sie soll in 24 Jahren ganze 28.899 Mäuse gefangen haben.                 |                              | [ 59 ]               |
| Trim                      | Hauskatze                            | 18. Jh.                                       | Katze Matthew Flinders’ und vermutlich die erste Katze mit Weltumsegelung |                              |                      |
| Treasury Bill             |                                      | 20. Jahrhundert                               | Erster Chief Mouser to the Cabinet Office. |                              | [ 47 ]               |
| Wilberforce               |                                      | * 1973 † 19. Mai 1988                         | Chief Mouser mit der längsten Amtszeit zwischen 1973 und 1987. |                              | [ 60 ]               |
| Willow                    | Hauskatze                            | * 2020                                        | Hauskatze von Präsident Joe Biden im Weißen Haus. |                              | [ 61 ]               |